# Храм Покрова Пресвятой Богородицы (Астрахань)
Храм Покрова Пресвятой Богородицы (Покровская церковь, бывшая Христорождественская церковь) — старообрядческий православный храм в Астрахани. Построен в 1845 году на месте церкви XVIII века. В 1946 году передан старообрядцам, относится к Донской и Кавказской епархии Русской православной старообрядческой церкви.

## История
Существование Христорождественской церкви в астраханском Белом городе впервые упоминается в 1628 году, но после 1697 года никаких свидетельств о ней нет. Новый Христорождественский храм построен на другом месте, за рекой Кутум, в период между 1734 и 1738 годами. Это была деревянная церковь с приделом во имя святителя Николая Чудотворца. Храм был перестроен в камне и освящён 30 декабря 1759 года. Новый придел святителя Николая освящён 26 апреля 1765 года. В 1845 году храм был перестроен по новому плану на средства купца 1-й гильдии Ивана Ивановича Плотникова. Старый Никольский придел разобран, а в трапезной устроили два новых: северный — во имя святителя Николая Чудотворца (освящён 16 ноября 1844 года архимандритом Вассианом (Чудновским)) и южный — в честь иконы Божией Матери «Неопалимая Купина» (освящён 16 ноября 1844 года архиепископом Смарагдом (Крыжановским)). Главный престол освящён архиепископом Евгением (Баженовым) 21 октября 1845 года. В 1896 году проведены работы по расширению храма с переносом боковых алтарей, а также перестроен второй ярус колокольни. В 1911 году над храмом соорудили новый купол.
В 1923 году захвачен обновленцами. Закрыт советскими властями в 1938 году. В том же году снесена колокольня. 2-4 октября 1946 года храм передали старообрядческой общине белокриницкого согласия. Старообрядцы перенесли антиминс из старой старообрядческой Покровской церкви, разрушенной властями в 1930-х годах, и переосвятили храм в честь Покрова Пресвятой Богородицы.